# 工藤啓
工藤 啓（くどう けい、1977年6月2日 - ）は東京都福生市生まれの、日本の社会活動家。特定非営利活動法人育て上げネット理事長。東京都立東大和南高校卒業。1998年、成城大学文芸学部マスコミュニケーション学科中退。2001年、米国ベルビューコミュニティーカレッジ卒業。

## 来歴
2001年、青少年就労支援団体「育て上げネット」設立、2004年、同団体を特定非営利活動法人化、2014年に認定特定非営利活動法人化。現在、「認定特定非営利活動法人 育て上げネット」理事長として若年者就労支援に携わる。
2011年4月より、明治大学特別招聘教授。2012年7月より、金沢工業大学客員教授。その他、内閣府、厚生労働省、文部科学省など委員歴任。

## 人物
主に若年者の自立支援、就労支援活動を行う。自身が苦しんだ就職活動失敗などの経験を基に、若者たちが自分らしく生きることを支援する活動を通じて、若者問題や教育問題についての各種提言を行っている。長男・次男・双子の三男四男の父親。実家は、不登校やひきこもり、障害のある若者が一緒に暮らす共同生活型の支援施設を運営しており、今まで学んできた知識と、実家での経験を生かせば自分にも「社会的投資」という社会にとって意義があることができるかもしれないと考え、若者支援の団体を立ち上げることとなった。

## 受賞歴
- 2006年6月　社会貢献財団「21世紀若者賞」
- 2007年 6月　内閣総理大臣「再チャレンジ支援功労者表彰」
- 2008年12月　多摩信用金庫「多摩グリーン賞（経営部門）優秀賞」
- 2009年2月　経済産業省「ソーシャルビジネス55選」
- 2010年7月　NPO法人アイ・エスエル・ソーシャル・ビジネス・プランニング「社会イノベーション賞」

## 著書

### 単著
- 『「ニート」支援マニュアル』（PHP研究所）、2005年
- 『育て上げ　―　ワカモノの自立を支援する』（駿河台出版）、2006年
- 『16才のための暮らしワークブック　―　生きていくのにかかるお金は月いくら？』（主婦の友社）、2009年
- 『NPOで働く-社会の課題を解決する仕事-』（東洋経済新報社）、2011年
- 『大卒だって無職になる "はたらく"につまずく若者たち 』（エンターブレイン）、2012年

### 共著
- 西田亮介『無業社会 働くことができない若者たちの未来』（朝日新書）2014年
- 工藤彰子『双子妊娠がわかったときによむ本』（バリューブックス）2020年（妻との共著）